# Klamm (Gemeinde Brand-Laaben)
Klamm ist eine Ortschaft und Katastralgemeinde in der Gemeinde Brand-Laaben, Niederösterreich.

## Geografie
Die Streusiedlung Klamm liegt südlich von Laaben an der Landesstraße L119, die hier über die Klammhöhe führt. Zur Katastralgemeinde Klamm zählen auch vier Einzellagen.

## Geschichte
Im Franziszeischen Kataster von 1821 ist Klamm mit zahlreichen zerstreuten Gebäuden längs der Straße verzeichnet. Laut Adressbuch von Österreich waren im Jahr 1938 in Klamm zwei Gastwirte, drei Gemischtwarenhändler,  zwei Landmaschinenhändler, ein Schmied, ein Schneider, vier Schuster und einige Landwirte ansässig.